# Litauisches Institut für freien Markt
Institut für freien Markt (engl. Free Market Institut, lit. Lietuvos laisvosios rinkos institutas) ist das erste und einzige private Institut für Wirtschaftsforschung in Litauen. Es wurde 1990 von Elena Leontjeva gegründet. Forschungsschwerpunkte sind Privatisierung, Selbstregulierung des litauischen Marktes, Entbürokratisierung des öffentlichen Bereichs (Staates, Kommunen), makroökonomische Analysen und verschiedene Projekte.

## Tätigkeit
Daneben werden die Lehrveranstaltungen, Vorlesungen an der Universität Vilnius zur Förderung des kritischen Denkens und des wirtschaftlichen Verständnisses angeboten.
Das Institut zeichnet sich durch Transparenz aus: fast alle Forschungsergebnisse, Publikationen, Kommentare über die makroökonomische Entwicklung, Trends sind im Internet (auf Litauisch und Englisch) veröffentlicht. Institut hat den wichtigen Beitrag beim Übergang von der Planwirtschaft zur Marktwirtschaft Litauens geleistet.
Weitere Projekte sind Privatisierung des Gesundheitswesens (Staatliche Krankenkasse), Bildung, Energiewirtschaft u. a.

## Ehemalige Mitarbeiter
- Giedrius Kadziauskas (* 1978), Jurist und Politiker, stellvertretender Wirtschaftsminister Litauens
- Gintautas Kniukšta (* 1960), Politiker und Journalist, Mitglied im Seimas
- Eglė Markevičiūtė (* 1989), Wirtschaftspolitikerin, Vizeministerin
- Vytautas Mitalas (* 1989), Politiker, Seimas-Vizepräsident und Vizebürgermeister von Vilnius
- Audronė Morkūnienė (* 1959), Politikerin, Vizeministerin für Sozialschutz und Arbeit
- Remigijus Šimašius (* 1974), Jurist und Politiker, Justizminister, Bürgermeister von Vilnius
- Ieva Valeškaitė (* 1988), Wirtschaftspolitikerin, Vizeministerin